# Ruslelie
De ruslelie (Sisyrinchium montanum) is een overblijvende plant, die behoort tot de lissenfamilie (Iridaceae). De ruslelie komt in Nederland in het wild voor in Twente en is mogelijk verwilderd of een adventief. De plant wordt ook in de siertuin gebruikt.
De plant wordt 10-40 cm hoog en heeft een afgeplatte, gevleugelde stengel. De lijnvormige bladeren zijn tot 5 mm breed.
De ruslelie bloeit van mei en juli met lichtblauwe, 1,5-2 cm grote bloemen. Het hart van de bloem is geel. De helmdraden vormen een buis. Na de bloei knikt de stengel.
De vrucht is een doosvrucht.
De plant komt voor op natte, vrij voedselarme zandgrond.